# Olga Niewska
Olga Niewska (russisch Ольга Яновна Невская Olga Janowna Newskaja; * 16. Maijul. / 28. Mai 1898greg. in Charkow; † 25. Mai 1943 in Warschau) war eine russisch-polnische Bildhauerin.

## Leben
Niewskas Vater Jan Niewski war ein bekannter Charkower Architekt. Schon in ihrer Kindheit wurde ihr Talent fürs Modellieren sichtbar. Nach der Realschule besuchte sie die Kiewer Zeichenschule. Nach der Oktoberrevolution ging sie 1918 nach Krakau und begann 1919 als eine der ersten Frauen das Studium an der Krakauer Akademie der Künste bei Konstanty Laszczka wie auch Zofia Baltarowicz-Dzielińska, Natalia Milan, Janina Reichert, Roma Szereszewska und Zofia Mars. Sie fertigte Porträts von Ignacy Daszyński und Feliks Jasiński an. Sie organisierte 1922 eine persönliche Ausstellung, worauf ein örtliches Museum ihre Arbeiten kaufte. Im selben Jahr wurde sie von der Polska Akademia Umiejętności ausgezeichnet.
1923 verließ Niewska Krakau und ging nach Warschau, wo sie nach ihrer Ausstellung 1923 eine beliebte Bildhauerin wurde und Aufträge für Porträts und Büsten von hohen Beamten, Politikern und Künstlern erhielt, so auch von Józef Piłsudski (1926, Gips) und Ignacy Mościcki. 1926–1928 lebte Niewska in Paris und studierte bei Antoine Bourdelle.
1928 heiratete Niewska (nach 1. Ehe mit Zbiz) in 2. Ehe Henryk Mader nach römisch-katholischem Ritus. Als sie sich nach einiger Zeit von ihm trennen wollte, reiste sie in den Vatikan, erhielt eine Audienz beim Papst und erlangte die Ehenichtigkeit.
1928 auf der Jahresausstellung der Warschauer Künstler und Bildhauer erhielt Niewska für ihre Skulptur den Preis der Hauptstadt Warschau für das Jahr 1928. Sie nahm am IX. Kunstwettbewerb der Olympischen Sommerspiele 1928 in Amsterdam, am X. Kunstwettbewerb der Olympischen Sommerspiele 1932 in Los Angeles und am XI. Kunstwettbewerb der Olympischen Sommerspiele 1936 in Berlin teil. Sie schuf die Bas-Reliefs für den polnischen Pavillon auf der Weltausstellung Brüssel 1935 und erhielt das Offizierskreuz des Ordens Leopolds II. Neben Monumentalporträts schuf sie auch Sportler-Skulpturen und Medaillen. Sie entwarf die Medaille für den XXIII. Gordon-Bennett-Cup der Ballonfahrer, die General Leon Berbecki den teilnehmenden Ballonfahrern im Januar 1936 überreichte. Auf der Weltfachausstellung Paris 1937 erhielt sie eine Goldmedaille für ihre Skulptur Pelikan. Eines ihrer bedeutendsten Werke ist das Porträt Stefan Jaraczs.
1936 heiratete Niewska in 3. Ehe den Artillerie-Podpulkownik Władysław Szczekowski.
Zu Beginn des deutschen Überfalls auf Polen wurde im September 1939 durch den ersten Bombenangriff auf Warschau auch Niewskas Atelier zerstört. 1943 erkrankte Niewska schwer und starb. Sie wurde auf dem Warschauer evangelisch-reformierten Friedhof begraben.

## Werke

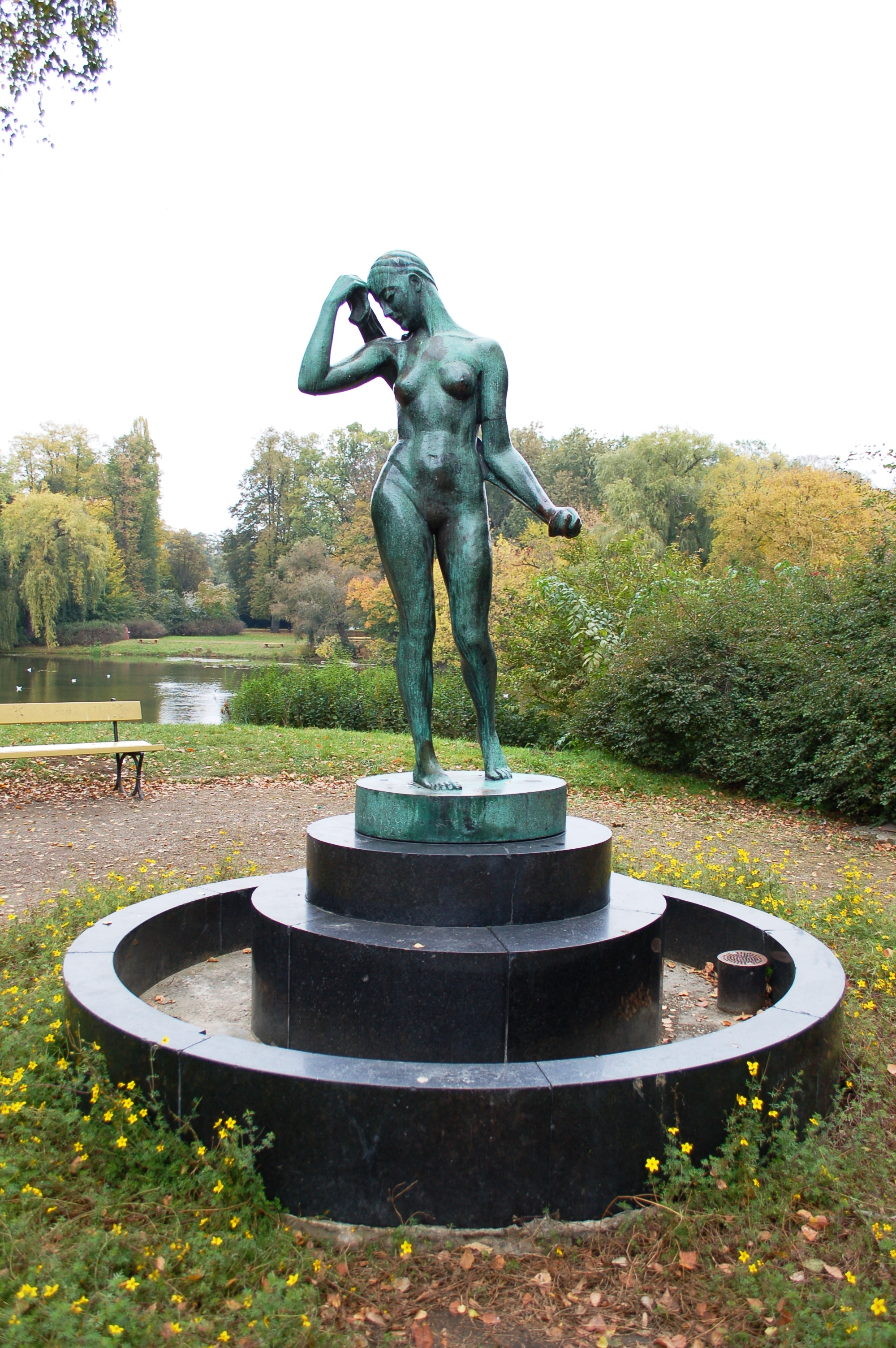
Die Badende (1928)[2], Skaryszew-Park, Warschau
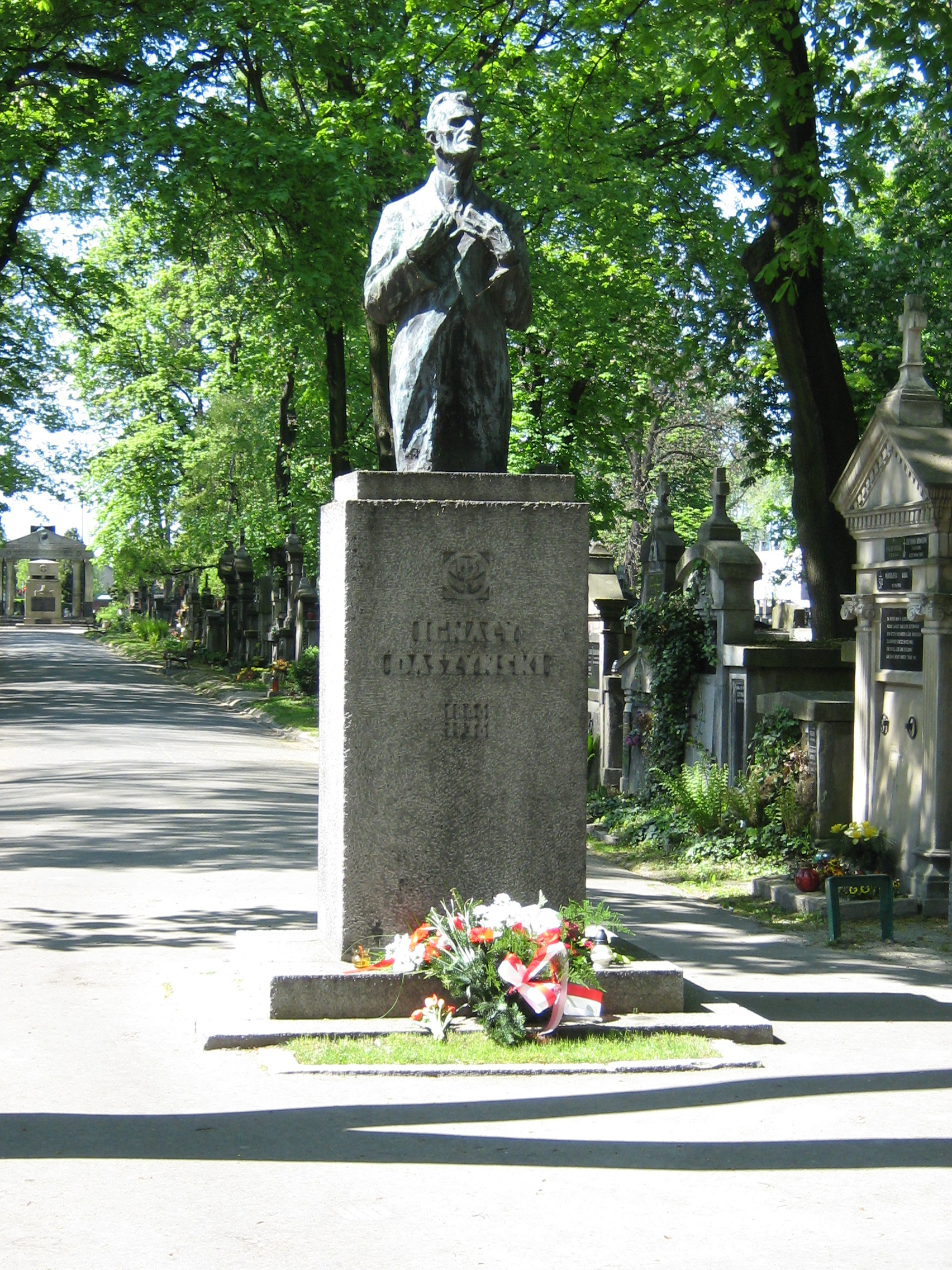
Ignacy Daszyński (1947), Friedhof Rakowicki, Krakau
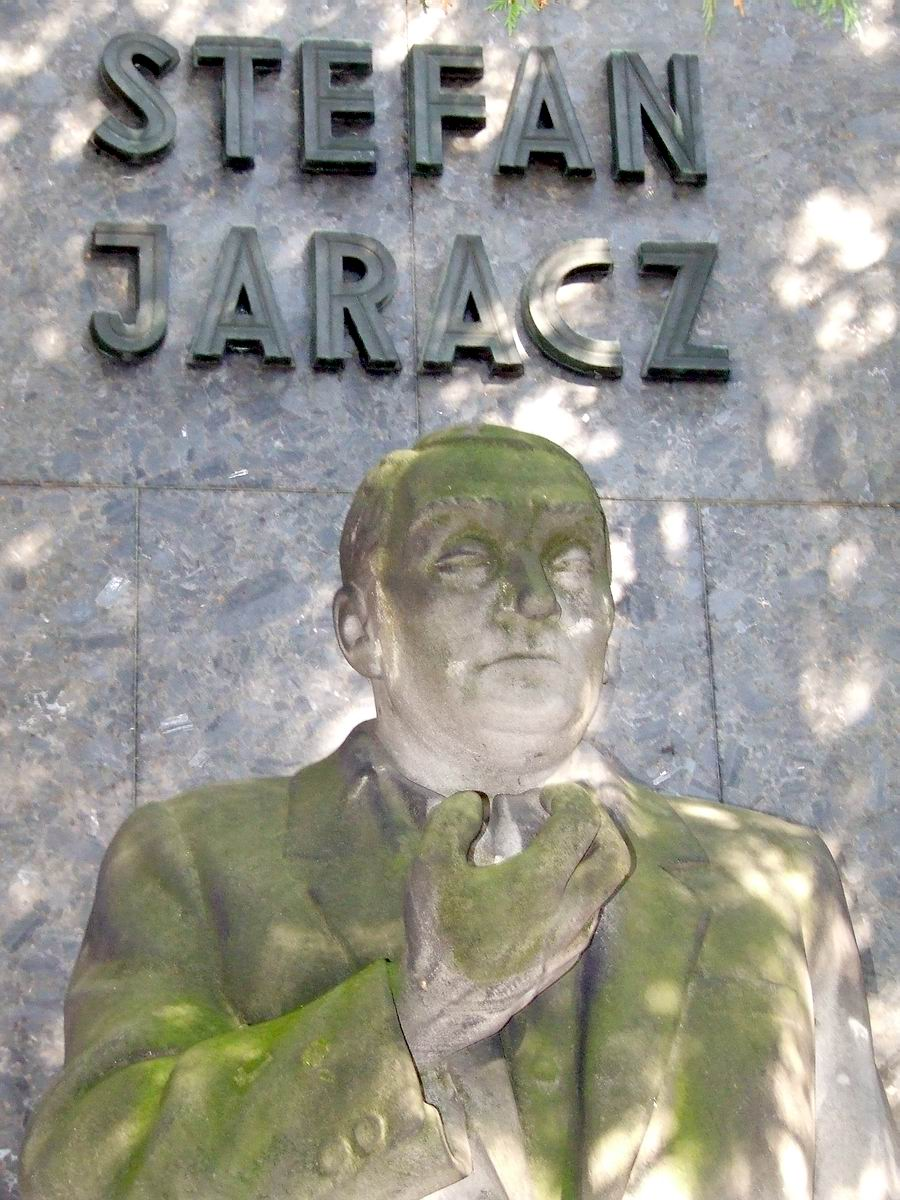
Stefan Jaracz, Powązki-Friedhof, Warschau
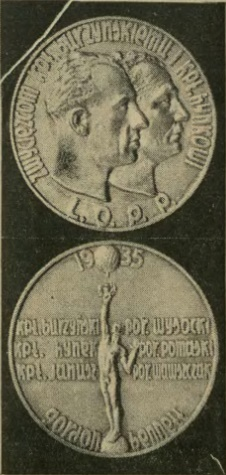
Medaille für den XXIII. Gordon-Bennett-Cup der Ballonfahrer (1935)